# 年賀寄付金
年賀寄付金（ねんがきふきん）とは　1949年（昭和24年）11月14日に公布されたお年玉付郵便葉書等に関する法律に基づいた、日本郵便株式会社が販売する年賀状と切手の販売価格の一部から捻出されている事業。日本郵便年賀寄付金とも呼ばれる。

## 概要
昭和24年（1949年）11月にお年玉付郵便葉書等に関する法律が公布され、同年12月に「寄付金付お年玉付郵便はがき」として開始された。平成3年 （1991年）からは「寄付金付お年玉付郵便切手」も年賀寄付金事業の集金方法として追加され、発行されてきた。年賀状価格と切手価格から集められた寄付金が、法律に定められた10の分野の事業に支給されている。

## 支給対象と助成金上限
支給対象は社会福祉法人、更生保護法人、一般社団法人、一般財団法人、公益社団法人、公益財団法人、特定非営利活動法人（NPO法人）である。
一年間の助成上限は活動・一般プログラムは1団体50万円、その他のプログラムでは500万円まで。

## 助成歴と支給先団体
2017年に232団体へ約4億3500万円、2022年には155団体へ約2億6600万円を寄付金から助成した。